# Double-Thumbing
Double Thumbing ist eine spezielle Form des Slapping. 
Bei der normalen Art und Weise, wie die Slap-Technik auf dem E-Bass benutzt wird, wird der Daumen aus einer Bewegung des Handgelenks fast parallel auf die Saite geschlagen. Er vollführt dabei entweder eine Auf- und Abbewegung im 90°-Winkel zur Saite oder er berührt die Saite in einer Abwärtsbewegung an ihr vorbei und wird dann wieder hochgezogen (der Ton verändert sich dadurch erheblich).
Das Double Thumbing ist der zweiten Variante ähnlich. Der Daumen geht dabei aber nicht an der Saite vorbei, sondern "durchschlägt" sie, wie es ein Plektrum tun würde. Der Daumen landet daraufhin auf der unteren Saite und kann nun wieder, in dem er wiederum wie ein Plektrum hochgezogen wird, die soeben gespielte Saite erneut anschlagen. In derselben Aufwärtsbewegung können weitere Saiten – ähnlich wie bei der herkömmlichen Slap-Technik, jedoch horizontal – angerissen werden.
Die Slaptechnik wird damit wesentlich ökonomischer. Bassisten wie Alain Caron, Victor Wooten oder Marcus Miller haben sie in dieser Form einer breiten Öffentlichkeit bekannt gemacht. Der Vorteil dieser Technik ist, dass hiermit Skalen oder sonstige Licks um ein Vielfaches effizienter zu spielen sind.